# Thaumastocoris petitus
Thaumastocoris petitus är en insektsart som beskrevs av Drake och Slater 1957. Thaumastocoris petitus ingår i släktet Thaumastocoris och familjen Thaumastocoridae. Inga underarter finns listade i Catalogue of Life.